# Cal Pané
Cal Pané és una casa noucentista de Guissona (Segarra) inclosa a l'Inventari del Patrimoni Arquitectònic de Catalunya.

## Descripció
Construcció de pedra arrebossada i pintada de color blanc de tres plantes. Està situada al C/ Raval Bisbal, que és una via de sentit únic de les més transitades de la vila.
A la planta baix trobem dues portes d'accés a l'edifici, una més gran resolta amb un arc escarser i una mènsula decorativa a la clau central, i una més petita rectangular amb un entaulament sostingut per mènsules. Les dues portes són de fusta i presenten enlluernaris amb decoració de ferro forjat.
Al primer pis, dues portes rectangulars emmarcades per una motllura amb guardapols de pedra amb la inscripció "1772" en una llinda i "1931" en l'altra. Vuit mènsules sustenten un balcó corregut de forja.
Al segon pis dues portes rectangulars amb motllura llisa i dos balcons amb baranes de forja.
Coronant l'edifici, un ràfec de fusta amb plafons quadrats sustentat per mènsules també de fusta.